# ルジェーロ・リッツィテッリ
- ルジェーロ・リッツィテーリ

ルジェーロ・リッツィテッリ（Ruggiero Rizzitelli, 1967年9月2日 - ）は、イタリア・マルゲリータ・ディ・サヴォイア出身の元サッカー選手。ASローマ、バイエルン・ミュンヘンでプレー、イタリア代表として9試合でプレーした。現役時代のポジションはFW、攻撃的MF 。

## 経歴
チェゼーナ所属時の1988年にイタリア代表デビューし、1988年度のUEFA欧州選手権に参加するなど1992年3月までの間召集され、9試合に出場2得点を挙げた。その他1988年のソウル五輪にも参加した。
1988-94年までの期間ASローマでプレー、ゴール数は多くはなかったが、ウイングのポジションでルディ・フェラーのアシスト役として活躍した。1990-91年度シーズンのコッパ・イタリアではフェラーと並んで大会得点王になる活躍で優勝、UEFAカップでも決勝進出を果たした。
1994-95年度シーズンにACトリノに移籍。初年度はユヴェントスFCとのトリノダービーでホームゲーム、アウェイゲーム共に2ゴールずつを挙げて勝利に導くなど、19ゴールを挙げ、得点ランキングで第3位となる活躍も代表復帰には至らなかった。翌1995-96年度シーズンも二桁ゴールを挙げるなどキャプテンとして活躍したが、チームはセリエB降格となった。
1996-97年度シーズン、トリノでの活躍から、同胞のジョヴァンニ・トラパットーニ監督がFCバイエルン・ミュンヘンに引き抜き、バイエルンでプレーした初のイタリア人プレーヤーとなった。開幕戦でもゴールを奪い、1シーズン目はほぼレギュラーとしてプレー、25試合7ゴール7アシストの活躍で、リーグ優勝を果たした。翌シーズンもポカールのタイトルを獲得するも先発出場の機会を減らし、祖国のピアチェンツァ・カルチョに移籍した。

## タイトル
ASローマ
- コッパ・イタリア：1990-91

バイエルン・ミュンヘン
- ブンデスリーガ : 1996-97
- ポカール : 1997-98
- DFLリーガポカール : 1997

個人
- コッパ・イタリア得点王 1990-91 (4ゴール)